# Ambel (Saragossa)
Ambel és un municipi de la província de Saragossa, de la comarca del Camp de Borja. Situat a l'oest de la província de Saragossa proper al Moncayo a 72 quilòmetres de Saragossa, 10 quilòmetres de Borja i a 3 quilòmetres de la localitat de Bulbuente. Té una economia bàsicament agrícola, basada en el vi de la DO Campo de Borja i els cereals.
Ambel fou seu d'una comanda de l'orde de Sant Joan de Jerusalem inclosa en la Castellania d'Amposta i de la qual encara en queda la seu conventual, tot i que actualment és de propietat particular i a més dividida en diferents propietaris.